# Silos de la Canada Malting

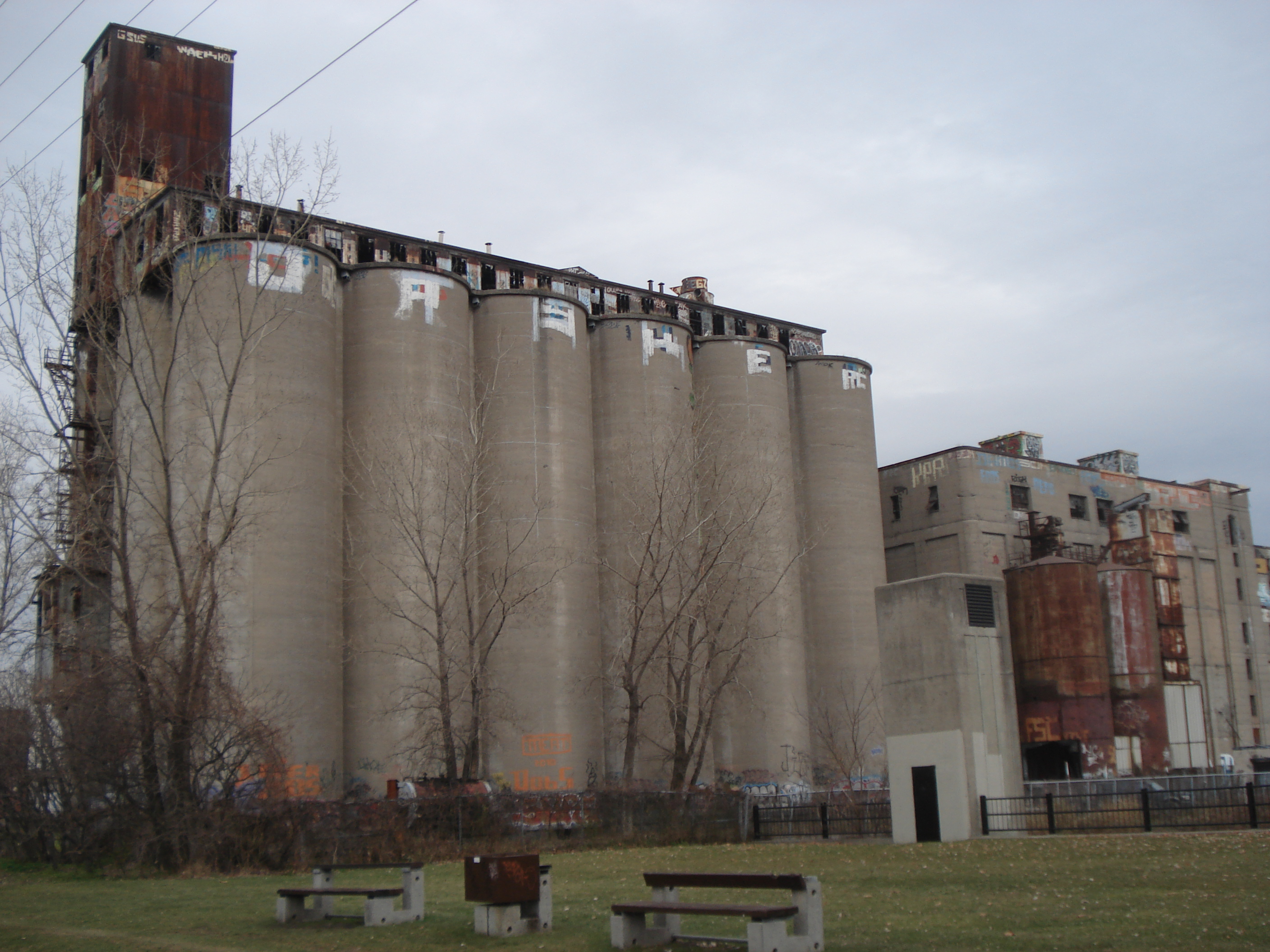
Face est de l'édifice de la Canada Malting.

Les silos de la Canada Malting font partie d'une malterie abandonnée située le long du canal de Lachine dans le quartier Saint-Henri de Montréal, au Québec, Canada.

## Description
Le complexe Canada Malting a été conçu par David Jerome Spence et a été construit en 1904. Sur le côté ouest du complexe, on compte neuf silos de couleur violette recouverts de carreaux d'argile traités qui ont été fabriqués par la Barnett and Record Co. de Minneapolis. Ces silos sont de rares exemples d'utilisation de cette technique pour couvrir et isoler des silos. Les silos à ciment de l'autre côté ont été ajoutés dans les années 1940 et ont été utilisés pour stocker l'orge utilisée pour produire le malt. L'orge germait et séchait dans les bâtiments qui bordaient la rue Saint-Ambroise. L'usine avait une capacité de production de 113 tonnes de malt par an, par la suite distribuée aux distilleries et brasseries. En 1970, la fermeture du canal de Lachine a forcé l'entreprise à transporter son malt uniquement par voie ferroviaire. Vers 1980, le bâtiment étant trop petit et les coûts de transport trop élevés, La Canada Malting décide d'abandonner le site pour construire un nouveau complexe de maltage situé au 205, rue Riverside et Mill, Montréal. Vendu pour 500 000 $, l'immeuble est devenu une installation de stockage de soja et de maïs pour Quonta Holding Ltd, avant d'être totalement abandonné en 1989 lorsque le Canadien National cessa son service de ligne ferroviaire aux usines de cette zone du canal. Les anciens silos d'argile sont maintenant protégés dans le cadre du lieu historique national du canal de Lachine. Le manque d'entretien, les conditions météorologiques et le vandalisme ont toutefois rendu le lieu dangereux et impossible à restaurer.
Depuis son abandon en 1989, l'usine est recouverte de graffitis à l'extérieur comme à l'intérieur du bâtiment. Plusieurs vidéos publiées sur YouTube ont capté des images de l'intérieur et des toits du bâtiment,. Un article écrit par Bernard Lamarche dans Le Devoir en mai 2005, décrivait l'intérieur du bâtiment comme étant dans un état de délabrement profond. Lamarche a décrit le bâtiment comme porteur d'une odeur âcre, rempli de bidons vides de peinture en aérosol et un plancher jonché de verre brisé.

## Projets et événements inspirés de l'édifice du Canada Malting
En mai 2005, dans le cadre de l'événement Obsolescences, et pour célébrer le centenaire de la fondation de l'édifice, l'artiste spécialiste des lumières Axel Mongenthaler a créé un spectacle de lumière en installant plusieurs lumières sur le toit de l'immeuble. Dans le cadre d'un événement presse organisé par le Quartier Éphémère, les journalistes ont été invités à enfiler des casques et des lampes de poche pour une visite guidée de l'édifice. L'installation elle-même consistait en plusieurs lumières stroboscopiques, feux verts et rouges apposés sur les tours nord et sud, afin de refléter le lien entre les bâtiments et la voie navigable de Lachine.
En 2011, l'artiste québécois Ian Langohr crée un masque inspiré de l'usine. Langohr a créé le masque à partir de morceaux de plastique, de caoutchouc et de métal trouvés dans les rues ou dans les coins sombres des quincailleries de Saint-Henri, en utilisant des techniques qu'il a acquises en travaillant dans une entreprise de production de mascottes. Dans un article publié sur spacing.ca, Langohr a décrit son inspiration pour l'œuvre: « J'ai été fasciné par l'ancienne usine de maltage depuis mon déménagement à Saint-Henri en 2009. Je le trouve surréaliste en soi, car il ressemble en quelque sorte à un étrange collage de bâtiments industriels. Les trous, la rouille, les graffitis et la nature générale en décomposition ne font qu’ajouter à son charme. »

### Maison rose

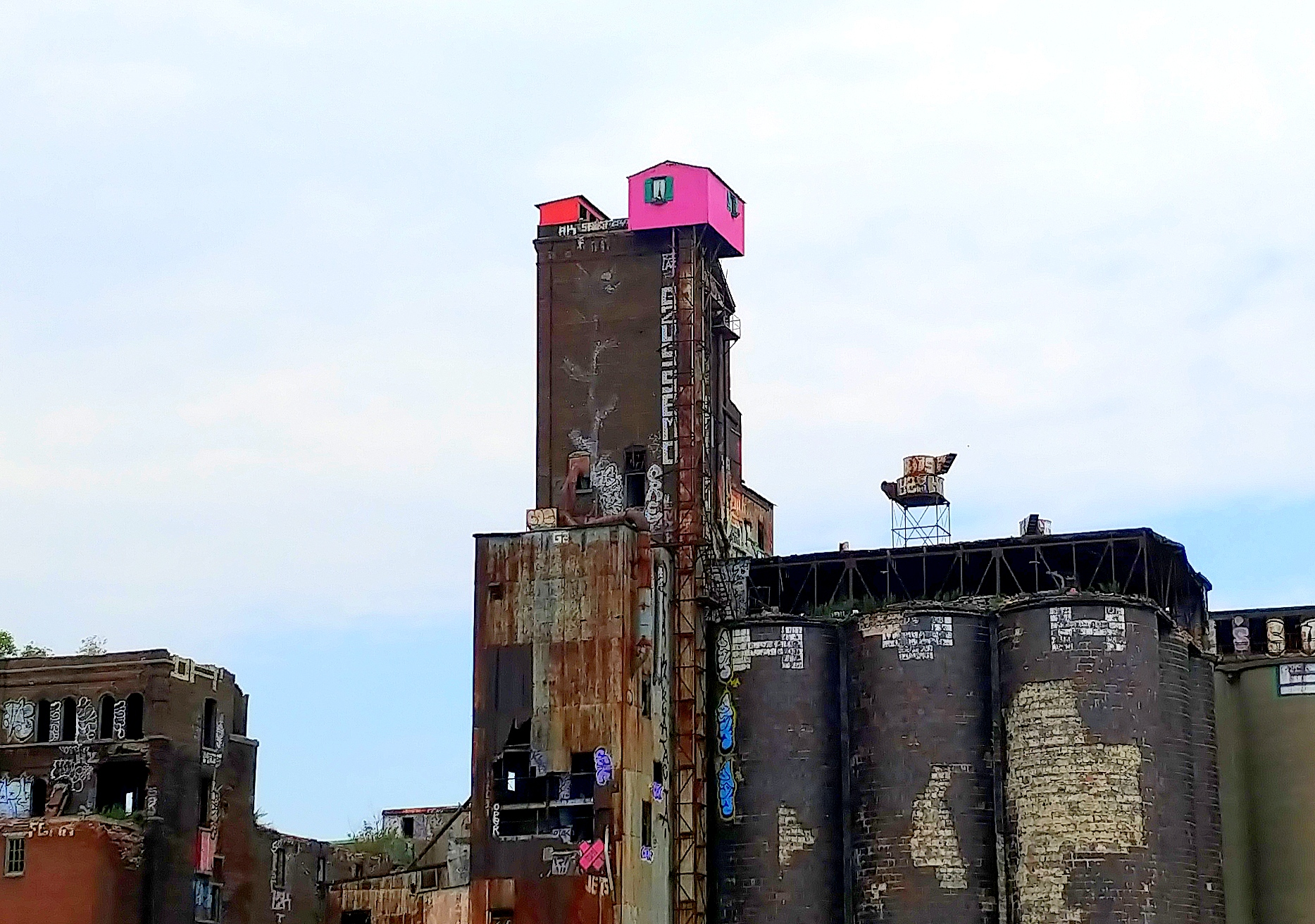
La Maison Rose en 2020

Depuis 2019, le Canada Malting est le site de la Maison Rose, un projet d'art situé au sommet du site,. Cette maison a été peinte pour la première fois en rose vif en octobre 2019. Les ajouts ultérieurs ont inclus des volets verts, des rideaux, des jardinières, un sapin de Noël et un cadeau géant étiqueté « À Saint-Henri, de : Little Pink ». La cabine adjacente a été peinte en rouge vif.
En 2020, la police de Montréal a déclarée qu'elle avait enquêté sur les bâtiments abandonnés en réponse à des plaintes de voisins et de propriétaires, mais qu'aucune plainte n'avait été déposée concernant la Maison Rose.
En décembre 2021, la maison a été décorée pour les fêtes .
La Presse rapporte avoir retrouvé un vidéaste qui affirme avoir été approché par l'artiste responsable de la Maison Rose. Le vidéaste précise que l'artiste refuse tout contact avec les journalistes.

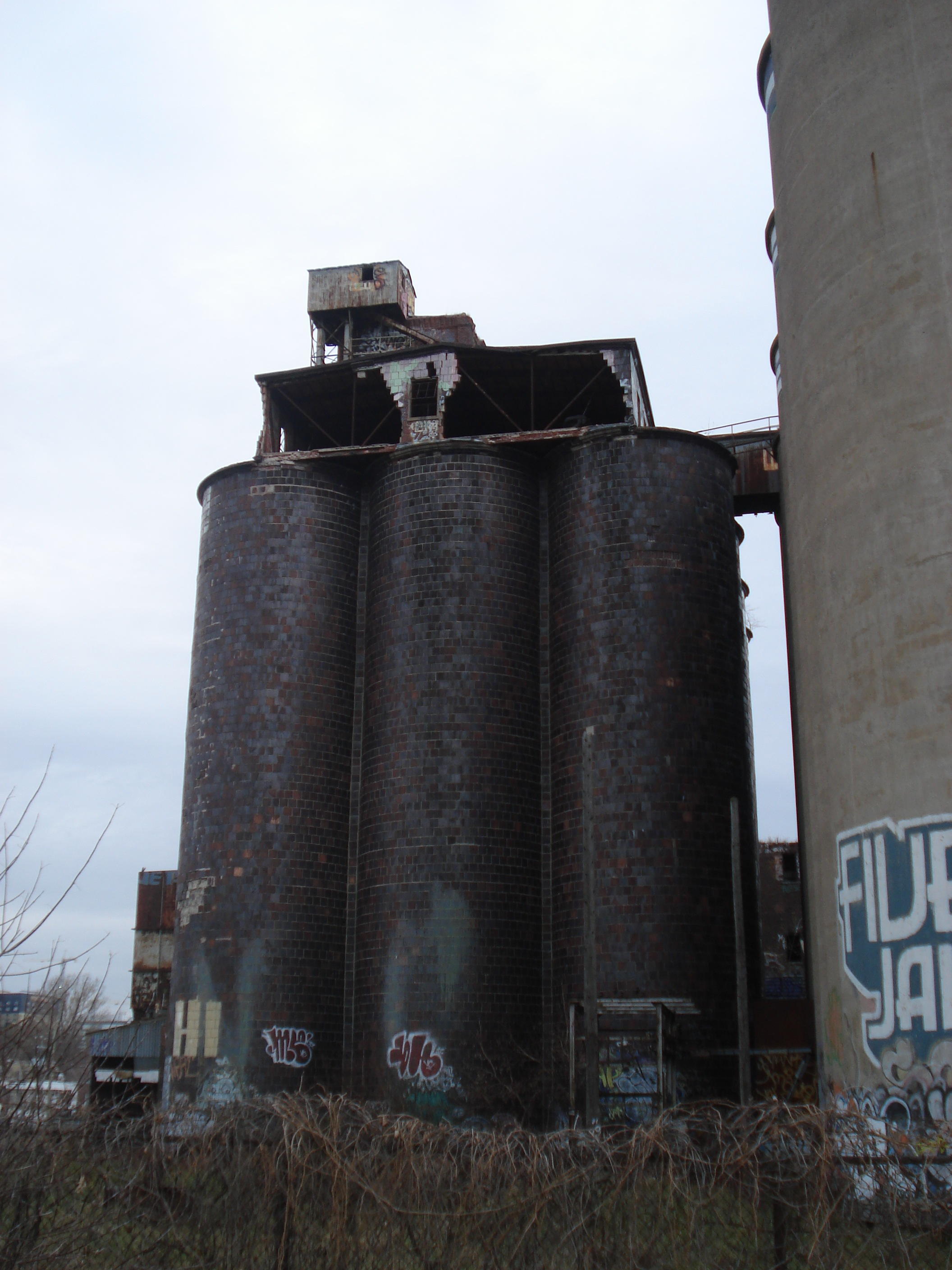
Silos carrelés d'argile sur le côté sud du bâtiment de la Canada Malting.
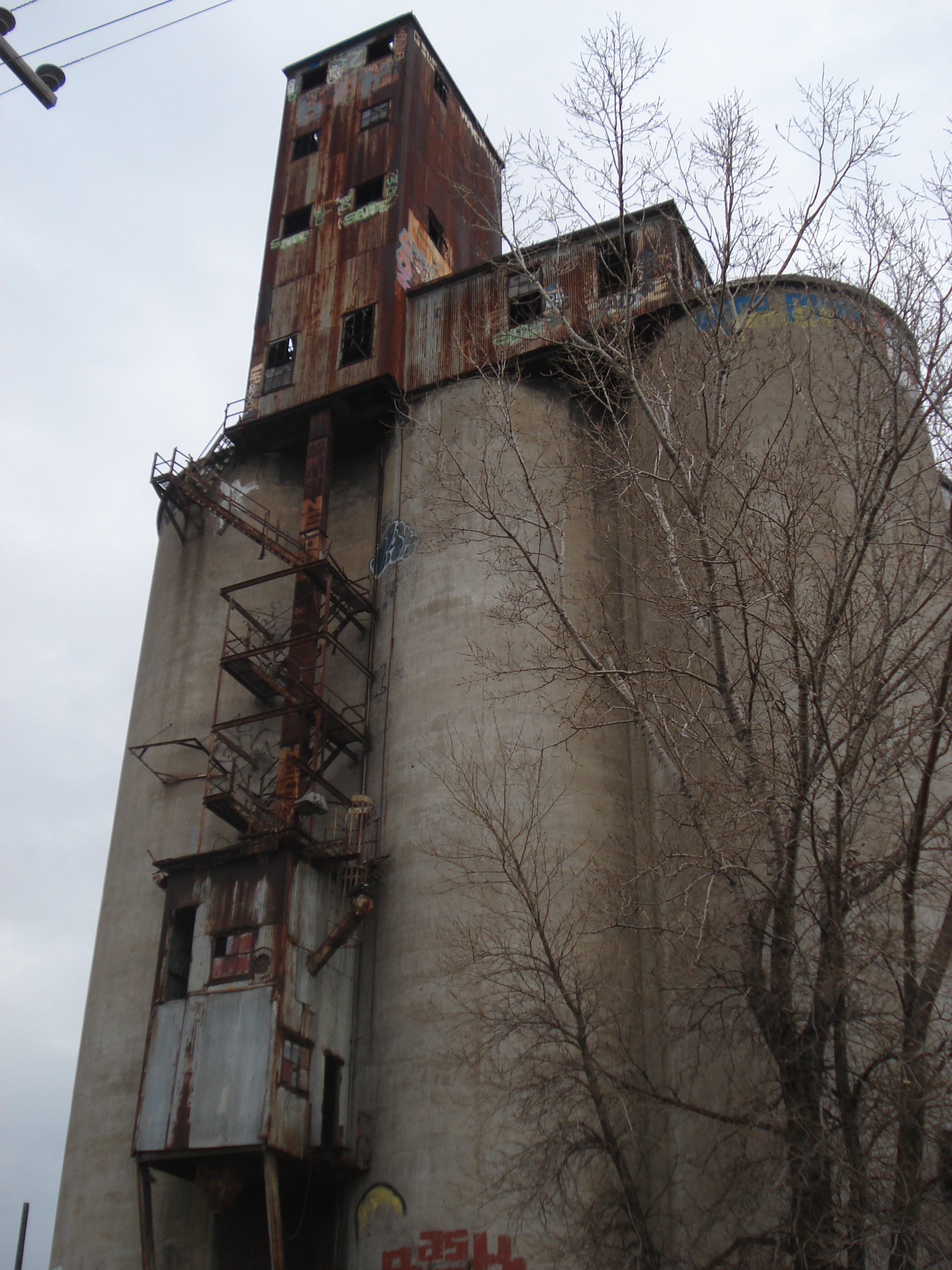
Bâtiment sud de la Canada Malting.